# 762年
| 千纪： | 1千纪 |
| 世纪： | 7世纪 \| 8世纪 \| 9世纪 |
| 年代： | 730年代 \| 740年代 \| 750年代 \| 760年代 \| 770年代 \| 780年代 \| 790年代                                                  |
| 年份： | 757年 \| 758年 \| 759年 \| 760年 \| 761年 \| 762年 \| 763年 \| 764年 \| 765年 \| 766年 \| 767年                            |
| 纪年： | 壬寅年（虎年）；唐肅宗元年，寶應元年；南诏赞普钟十一年；史朝义显圣二年；袁晁宝胜元年；日本天平宝字六年；渤海国大興二十五年 |

## 大事记
- 中国
  - 袁晁叛乱。
  - 唐軍借回紇兵之助在昭覺寺之戰攻破史朝義首都洛陽。
  - 5月18日：成王李俶遵唐肅宗的遺詔登基即位，成為唐朝國君，後改名豫。
  - 唐朝封渤海郡王大欽茂為渤海王。
- 阿拉伯半島
  - 阿拔斯王朝哈里發曼蘇爾將都城從幼發拉底河畔的安巴爾（位於伊拉克境內）遷至巴格達。

## 逝世
- 唐玄宗（時為太上皇），唐睿宗第三子，唐朝第九代皇帝（不計入武則天），712年至756年在位。
- 唐肅宗，唐玄宗第三子，唐朝第十代皇帝，756年至762年在位。
- 張皇后，唐肅宗皇后。
- 高力士，唐玄宗時當權宦官。
- 李輔國，唐肅宗時當權宦官。
- 李白，唐朝著名诗人。
- 韋見素，唐朝宰相。